# Colletes succinctus
Espèce
Colletes succinctus, ou collète commune, est une espèce paléarctique d'abeilles faisant des nids dans le sol, de la famille des Colletidae. Elle fait partie du complexe d'espèces succintus au sein du genre Colletes et est étroitement liée à Colletes hederae et à Colletes halophilus, qui sont partiellement en sympatrie avec C. succintus, mais écologiquement distinctes.

## Description
Colletes succinctus est une abeille de taille moyenne. Elle est similaire à deux espèces apparentées, C. halophilus et C. hederea, qui tous deux ont été identifiées comme espèce distincte de C. succinctus, respectivement, en 1943 et 1993. Cependant, elles sont toutes les trois séparées les unes des autres par leur écologie. C. succinctus mesure 10 mm de long.

## Distribution
Colletes succinctus est une abeille à large distribution, se rencontrant à partir du sud de l'Irlande et de l'est du Portugal à travers l'Europe, en Asie, au sud jusqu'en l'Iran et à l'est jusqu'au Tibet. En Grande-Bretagne, elle est répandue vers le nord jusqu'aux îles des Orcades. Dans la partie sud de sa distribution, elle devient de plus en plus localisée et est remplacée par d'autres espèces étroitement apparentées. Par exemple, elle est absente d'Afrique du Nord, où elle semble être remplacée par Colletes intricans, un autre membre du complexe d'espèces succinctus.

## Habitat

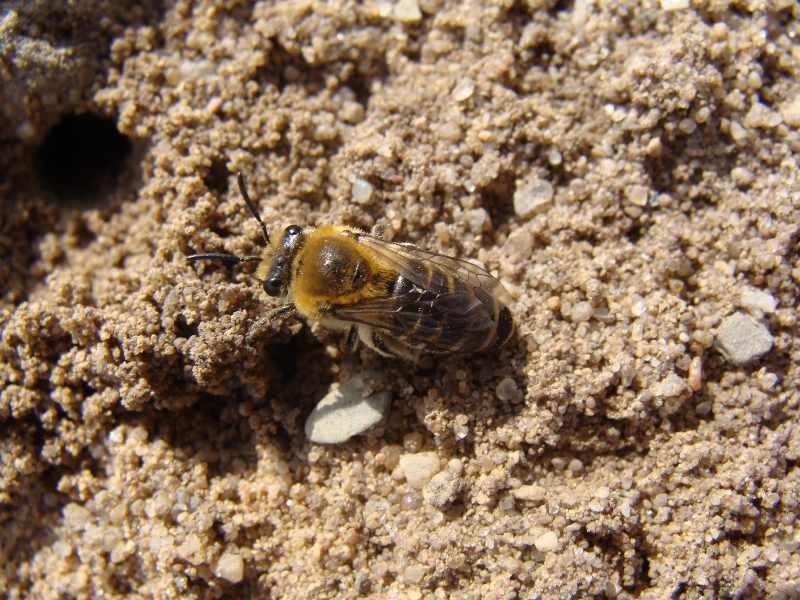
Colletes succinctus sur un substrat sableux (Pays-Bas).

Colletes succinctus se trouve sur les landes et les marais en Grande-Bretagne, et aussi en Europe où il y a aussi des populations entre les dunes maritimes et sur les plages.

## Biologie
Colletes succinctus fait ses nids dans des agrégats qui, dans la plupart de son aire de répartition, sont très petits et peuvent être difficiles à localiser.
Les principales plantes-hôtes sont des espèces de bruyères, en particulier Calluna vulgaris. Des femelles ont été enregistrées voyageant jusqu'à 1,5 km du nid pour recueillir le pollen nécessaire à l'approvisionnement des cellules, se nourrissant de pollen du genre Erica, du lierre et de la famille des astéracées ainsi que de mélilot (Melilotus sp), de l'achillée millefeuille (Achillea millefolium) et rampante, du chardon des champs (Cirsium arvense). En Espagne, son alimentation a également été observée sur Daphne gnidium et l'ajonc nain (Ulex minor). Des sources de pollen alternatives à Calluna vulgaris sont principalement utilisées une fois que le pollen de cette espèce commence à diminuer à la fin de l'été.

### Parasites et prédateurs
Les nids de Colletes succinctus sont généralement cleptoparasités par l'abeille coucou, Epeolus cruciger. Ils peuvent également être parasité par la mouche sarcophagidé Miltogramma punctata, alors que les adultes font l'objet de prédation par la guêpe crabronidée Cerceris rybyensis.

## Taxonomie et phylogénie
Colletes succinctus est un membre du complexe d'espèces succinctus au sein du genre Colletes. Il existe 12 espèces qui sont actuellement affectées à ce complexe d'espèces, qui comprend les espèces méditerranéennes Colletes intricans de l'Afrique du Nord ainsi que C. collaris et C. brevigena de régions méridionales de l'Europe. Les trois espèces d'Europe occidentale C. halophilus, C. hederae et C. succinctus semblent être étroitement liées, de sorte que les deux premières n'ont été identifiées comme espèce distincte de C. succinctus qu'au XXe siècle. Elles sont presque impossibles à distinguer les unes des autres, à la fois phénotypiquement et génétiquement, mais sont séparées sur le plan écologique.